# Yaodong
Un yaodong (chinois simplifié : 窑洞 ; chinois traditionnel : 窯洞 ; pinyin : yáo dòng ; litt. « grotte, caverne »), ou « maison-grotte », est une forme particulière de construction servant d'habitation, commune dans le plateau de Lœss en Chine du Nord, caractérisée par une structure en voûte de plein cintre. Certaines de ces constructions, creusées dans le lœss, sont totalement ou partiellement troglodytiques, d'autres sont construites sur terrain plat, la voûte étant alors de briques de terre crue (adobes).

## Répartition géographique

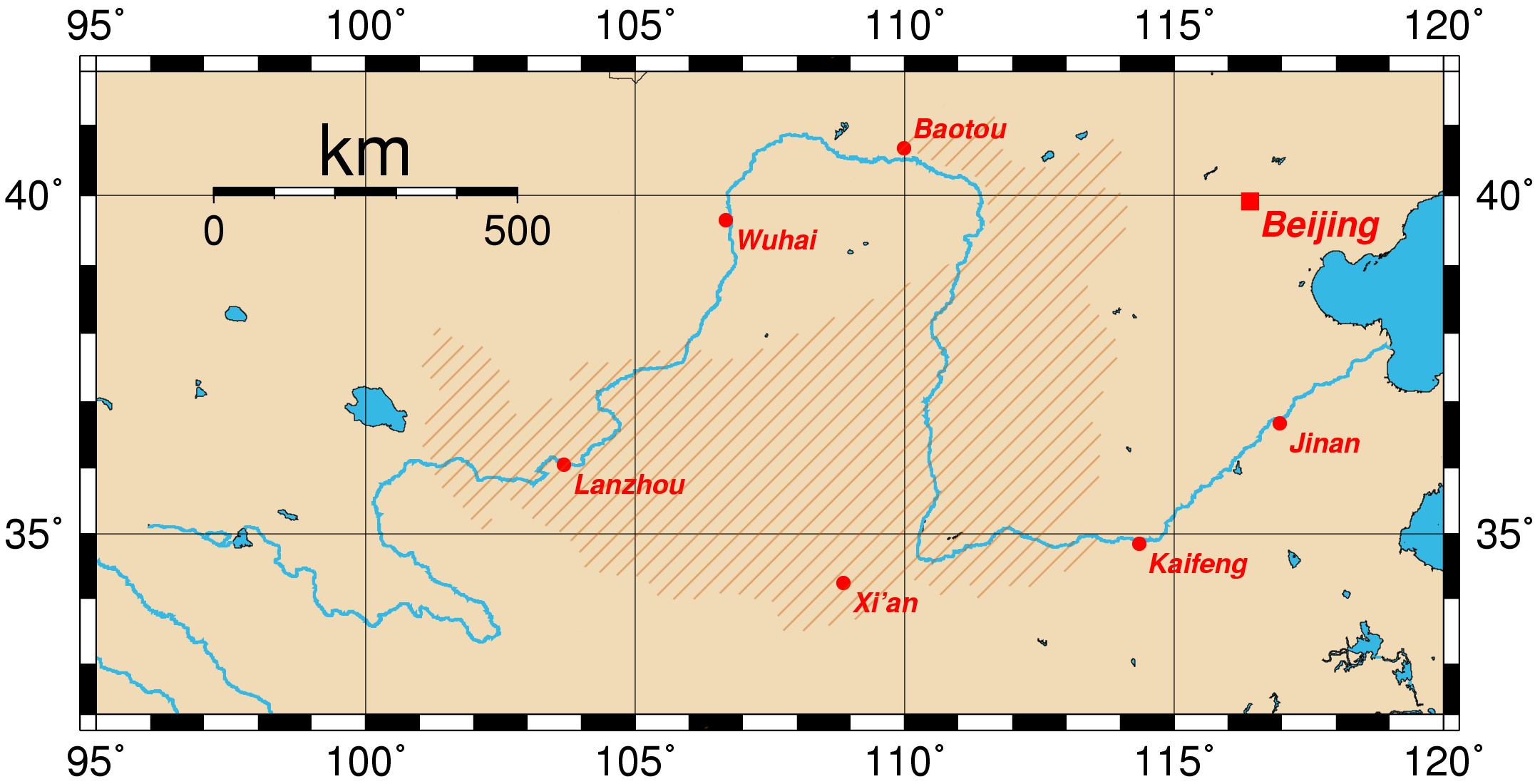
Le plateau de Lœss en Chine du Nord (zone hachurée) et la vallée du fleuve Jaune (Fleuve Jaune)

Les yaodong sont des habitations communes sur le plateau de Lœss de la Chine du Nord ; on les trouve principalement dans quatre provinces : le Gansu, le Shaanxi, le Shanxi et le Henan, ainsi que dans la région autonome hui du Ningxia.
C'est notamment dans la région de Qingyang, à l'extrême est de la province du Gansu, que l'on trouve la plus forte proportion d'habitations souterraines de toute la Chine.

## Les différents types deyaodong

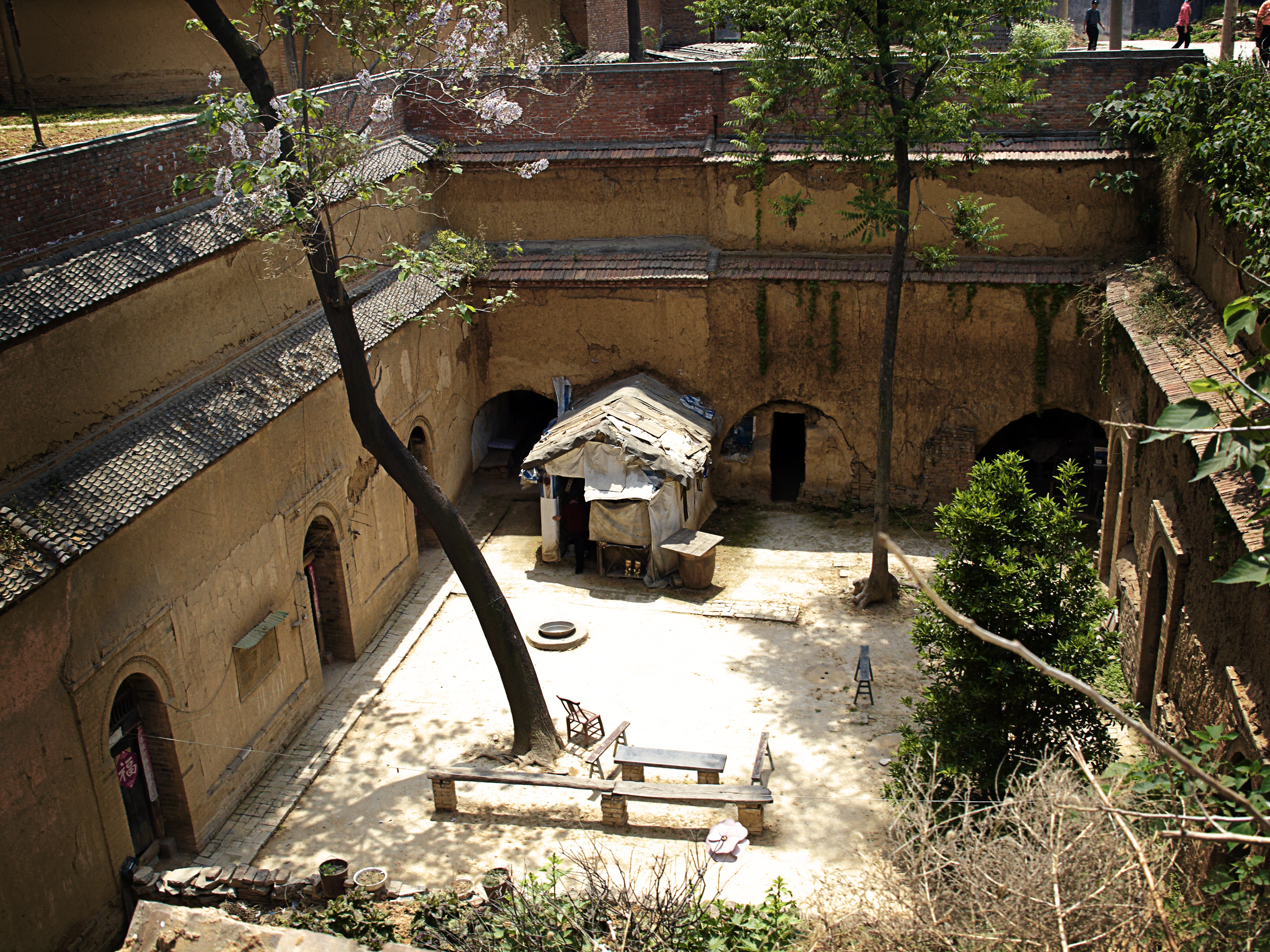
Cour intérieure de yaodong

On peut distinguer deux types de yaodong souterrains :
- ceux creusés dans les escarpements de lœss, à flanc de vallée : un exemple typique en est la cité troglodyte de Yan'an ;
- ceux creusés autour d'une excavation réalisée à la surface du plateau, servant de cour intérieure, dits yaodong en puits (photo ci-contre).

Il existe également des yaodong construits totalement ou partiellement à l'extérieur, avec une structure en voûte de plein cintre inspirée des habitations souterraines ; la construction de yaodong souterrains n'étant plus autorisée, les nouvelles habitations de ce type, à voûtes d'adobes, sont désormais fréquentes chez les fermiers de la région.

## Origines desyaodong
Les premières habitations souterraines de type yaodong dateraient du IIe millénaire av. J.-C., correspondant en Chine à l'âge du bronze et, selon la tradition chinoise, à la dynastie Xia. Les chercheurs chinois estiment généralement que  ce type d'habitat s'est développé surtout à partir de la dynastie Han (-206 à 220), parallèlement à une amélioration progressive des techniques de construction jusqu'aux dynasties Sui (581 à 618) et Tang (618 à 907). C'est cependant au cours des dynasties Ming (1368 à 1644) et Qing (1644 à 1912) que leur rythme de construction atteint son apogée.

## Sources
- (fr) Caroline Bodolec, L'architecture en voûte chinoise : un patrimoine méconnu, Paris, Maisonneuve & Larose, 2005, 315 p. (ISBN 2-7068-1844-1) (aperçu limité en ligne)

- (en) Gideon Golany, Chinese earth-sheltered dwellings, University of Hawaii Press, 1992 (ISBN 0-8248-1369-3).

- (fr) École des hautes études en sciences sociales, « Le Shaanbei, pays des maisons-grottes » (consulté le 13 juillet 2009)